# Rigsdag

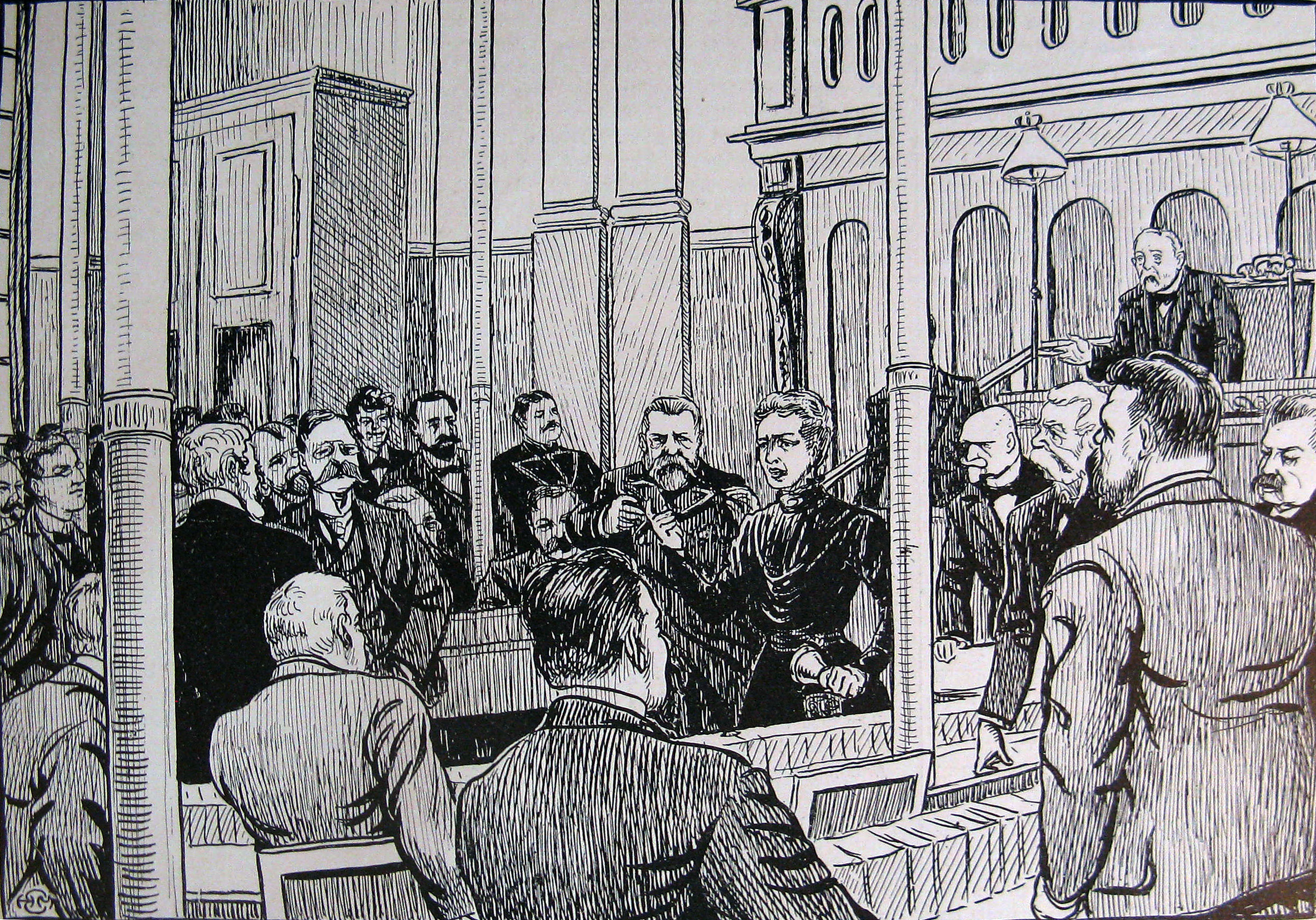
Illustration de 1909.

Le Rigsdag (en danois : Rigsdagen, avec l'article) était le nom du parlement danois bicaméral de 1849 à 1953. Depuis 1953, le parlement danois est devenu monocaméral et porte le nom de Folketing, une des deux chambres du Rigsdag.
Le Rigsdag se composait du Folketing et du Landsting, mais ces deux chambres avaient des pouvoirs quasiment identiques.